# NGC 3298
NGC 3298 ist eine elliptische Galaxie vom Hubble-Typ E/S0 im Sternbild Großer Bär am Nordsternhimmel. Sie ist schätzungsweise 606 Millionen Lichtjahre von der Milchstraße entfernt und hat einen Durchmesser von etwa 160.000 Lj.
Das Objekt wurde am 12. April 1789 von Wilhelm Herschel entdeckt.